# Grete Yppen
Grete Yppen (* 11. Oktober 1917 in Wien; † 22. April 2008) war eine österreichische Malerin. 

## Leben
Grete Yppen studierte von 1935 bis 1939 an der Akademie der bildenden Künste Wien bei Herbert Boeckl sowie an der Accademia di Belle Arti di Brera in Mailand. Seit 1951 war sie Mitglied der Wiener Secession.
Grete Yppen war ab 1959 mit dem Maler Walter Eckert (1913–2001) verheiratet. Sie wurde am Wiener Zentralfriedhof bestattet.

## Ausstellungen (Auswahl)
- Otto Beckmann, Karl Kreutzberger [1916–1990], Grete Yppen. Herbstausstellung der Wiener Secession, 1957
- Grete Yppen – Bilder und Graphik. Galerie der Wiener Secession, 3. April – 27. April 1975
- Grete Yppen, Bilder und Graphik. Neue Arbeiten 1988–91. Neue Galerie Wien, 8. April – 4. Mai 1991
- Grete Yppen – Weg-Zeichen. Bilder und Graphik. Kunstverein Horn, Galerie Thurnhof, 13. Juni – 25. Juli 1993
- Grete Yppen – Malerei und Grafik 1955–1995. Neue Galerie Graz, 22. April – 5. Juni 2006
- Grete Yppen – vom Klang des Malens. Landesmuseum Niederösterreich, St. Pölten, 13. Juni 2010 – 5. September 2010